# Hellmut Baumgärtel
Hellmut Baumgärtel (* 1934 in Oelsnitz, Vogtland) ist ein deutscher Mathematiker und Hochschullehrer.

## Leben
Baumgärtel schloss 1952 seine Schulzeit an der Oberschule Zittau mit dem Abitur ab.
Er erhielt dort Mathematikunterricht von Rudolf Hunger, aus dessen Unterrichtstätigkeit drei Mathematik-Professoren hervorgingen: Manfred Peschel, Hellmut Baumgärtel und Albrecht Pietsch. (Auch Werner Müller war ein späterer Schüler dieses Gymnasiums.)
Er promovierte 1964 mit einer Arbeit zum Thema Zur Theorie der Paraboloiddifferentialgleichung und der Whittakerschen Funktionen bei Kurt Schröder an der Humboldt-Universität zu Berlin.  1968 habilitierte er sich mit einer Arbeit zum Thema Beiträge zur mathematischen Theorie allgemeiner und spezieller Streusysteme an der Humboldt-Universität. Er war am Karl-Weierstraß-Institut der Akademie der Wissenschaften der DDR und Professor an der Akademie der Wissenschaften. Nach der Wende war er Professor an der Universität Potsdam.
1968 und 1971 hielt er Vorlesungen am Institut für Mathematik der Moldawischen SSR in Kischinjow bei Israel Gohberg. Von 1992 bis 1997 arbeitete er am Projekt SFB 288:  Differentialgeometrie und Quantenphysik als Leiter des Teilprojektes Inklusionen von Algebren und Quantenfeldtheorie (F 2E).
Schwerpunkte der Forschungsarbeit von Baumgärtel sind die Funktionalanalysis und mathematische Physik, zum Beispiel Störungstheorie von Operatoren und Algebraische Quantenfeldtheorie.

## Schriften
- Operator Algebraic Methods in Quantum Field Theory: A Series of Lectures, Berlin, Akademie Verlag, 1995, ISBN 978-3-05-501655-4
- Causal Nets of Operator Algebras: Mathematical Aspects of Algebraic Quantum Field Theory, Mathematische Lehrbücher und Monographien. 2. Abteilung, Mathematische Monographien, Bd. 80, zusammen mit Manfred Wollenberg, Akademie Verlag, Berlin 1992, ISBN 978-3-05-501421-5
- Mathematical scattering theory, zusammen mit Manfred Wollenberg, 1983, Birkhäuser, Basel, ISBN 3-7643-1519-9
- Analytic perturbation theory for matrices and operators, Basel: Birkhäuser, 1985 (erweiterte englische Ausgabe seines Buches Endlichdimensionale analytische Störungstheorie von 1972)
- Endlichdimensionale analytische Störungstheorie, Mathematische Lehrbücher und Monographien 2. Abteilung Band 28, Akademie Verlag, 1972